# El asesino de Pedralbes
El asesino de Pedralbes és una pel·lícula documental espanyola coescrita i dirigida per Gonzalo Herralde seguint el deixant de Raza, el espíritu de Franco, on es fa la dramatització de la biografia de José Luis Cerveto, conegut com "l'assassí de Pedralbes" amb les declaracions del propi Cerveto i d'altres persones. Fou rodada en cinc setmanes, en bona part a la presó d'Osca, on Cerveto complia condemna. Fou estrenada al cinema a Barcelona el 14 de setembre de 1978, i a Madrid el 6 d'abril de 1979. Ha estat doblada al català.

## Sinopsi
El 4 de maig de 1974 fou assassinat a punyalades un matrimoni de l'alta burgesia barcelonina al dormitori de la seva torre al barri de Pedralbes (Barcelona). La violència dels fets i la sang freda amb que fou comès va sembrar el pànic i el desconcert a la ciutat. L'endemà fou interrogat el guarda de la torre, José Luis Cerveto, un antic xofer del matrimoni condemnat per pederàstia, i poc després era detingut i incomunicat en una cel·la. Aleshores va comunicar que volia confessar i va relatar amb minuciositat la preparació i la comissió del crim, així com el seu desig que el condemnessin a mort.

## Premis
Fou guardonada amb el Premi Perla del Cantàbric a la millor pel·lícula de parla hispana al Festival Internacional de Cinema de Sant Sebastià 1978.